# Macska-egér barátság

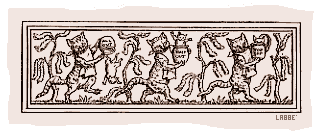
Walter Crane illusztrációja a Grimm-meséhez

A Macska–egér barátság vagy A macska meg az egér barátsága (németül: Katze und Maus in Gesellschaft) egy európai népmese, legismertebb változatát a Grimm fivérek gyűjtötték és írták le, majd jelentették meg 1812-ben a Gyermek- és családi mesék című könyvükben. Az Aarne-Thompson folklórbesorolásban 15 hasonló változat szerepel. A magyar népmesék közt is megtalálható a mese A medve és a macska címmel, ez a változat szinte megegyezik a Grimm fivérek változatával.

## Cselekmény
|  | Alább a cselekmény részletei következnek! |

Egy macska és egy egér barátságot kötnek és elhatározzák, hogy együtt fognak élni egy közös házban. Hogy télen legyen élelmük egy bödön zsírt a templomban eldugnak az oltár alá. Idővel a macska megéhezik és azzal az ürüggyel, hogy meghívták keresztapának közli az egérrel, elmegy keresztelőre. Hosszú ideig így megy, míg egyszer csak az egér is megéhezik és közösen elindulnak a templomba. De itt kitudódik a turpisság és az egér rárivall a macskára és mielőtt az bekapná elszalad. Azóta van a macska és az egér rossz viszonyban.
|  | Itt a vége a cselekmény részletezésének! |